# پدرو وازکوئز (بازیکن فوتبال)
پدرو وازکوئز (انگلیسی: Pedro Vázquez؛ زادهٔ ۱۹ فوریهٔ ۱۹۸۹) بازیکن فوتبال اهل اسپانیا است.